# Kaplica Bożego Grobu w Potępie
Kaplica Bożego Grobu (kaplica Grobu Pańskiego, kaplica Grobu Chrystusa) – rzymskokatolicka kaplica wybudowana w 1672 roku, znajdująca się w Potępie, w gminie Krupski Młyn, w powiecie tarnogórskim, wpisana do rejestru zabytków województwa śląskiego. Jedna z trzech w Polsce kaplic grobu Chrystusa niewchodzących w skład większych zespołów (pozostałe znajdują się w Żaganiu i Głogówku). Jedyna kaplica Bożego Grobu w granicach województwa śląskiego.

## Historia
Kaplica została ufundowana w 1672 roku przez hrabiego Georga Leonharda de Colonna von Fels, który był wówczas panem okolicznych ziem, jako wotum dziękczynne za uratowanie życia. Podczas polowania miał on zostać zaatakowany przez watahę wilków, udało mu się jednak uratować swoje życie dzięki wspięciu się na wielką lipę, co hrabia uznał za przejaw Bożej opieki. Tuż obok drzewa (które ostatecznie trafione piorunem w latach 80. XX wieku uległo zniszczeniu) wzniesiono kaplicę Bożego Grobu wg projektu Marcina Grochowskiego z Tworoga.
Architekt przed przystąpieniem do prac udał się do Głogówka, gdzie w 1634 roku wybudowano kaplicę Bożego Grobu wzorowaną na oryginalnej kaplicy jerozolimskiej w kształcie z 1555 roku.
Pod koniec XIX wieku przed potępską kaplicą ufundowano kamienny krzyż z napisem SEQUERE ME (pol. Pójdź za mną), rokiem 1888 oraz figurką Matki Boskiej.

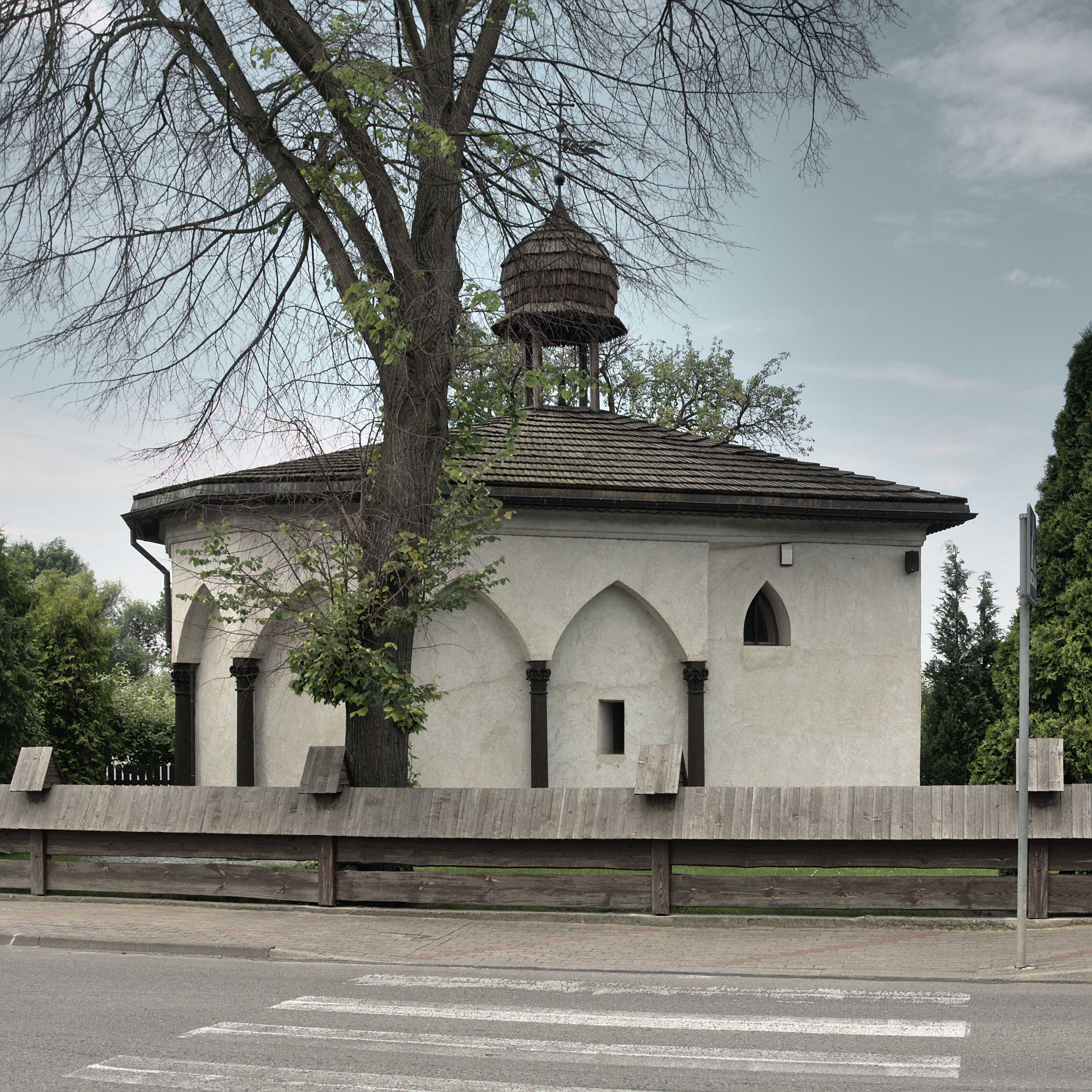
Kaplica widziana od południowego zachodu (2020)

W latach 1962–1963 drewniane kolumny, na których wsparte były arkady zewnętrzne, zamieniono na murowane lizeny.
W 2007 roku obiekt odnowiono od zewnątrz, rok później wyremontowano ogrodzenie, zaś w 2012 roku skuto tynk w komorze grobowej, odsłaniając oryginalny mur z cegieł, w przedsionku Anioła ściany wybiałkowano, sklepienie pomalowano na niebiesko i nałożono złote gwiazdki, zaś boazerię zamieniono na stalle z krzyżami jerozolimskimi. Na dachu położono nowy gont, a elewację ozdobiono dziesięcioma drewnianymi kolumnami, przywracając ją do stanu pierwotnego.
Kaplica przez cały rok otwarta jest od świtu do zmierzchu. Msze odbywają się w niej w środy i piątki o godzinie 7:15 (latem o godzinie 8:00), odpust ma miejsce dwa razy w roku: w III niedzielę wielkanocną oraz w niedzielę po 8 czerwca (wspomnienie św. Medarda – współpatrona kaplicy).

## Architektura
Kaplica wolnostojąca, otoczona chodnikiem z dębowych pali, założona na rzucie prostokątnym z pięciobocznym zamknięciem od zachodu będącym powieleniem planu kaplicy w Głogówku. Składa się z dwóch pomieszczeń – prostokątnego przedsionka Anioła ze sklepieniem kolebkowym z lunetami, zakończonego absydą, oraz kwadratowej komory grobowej o sklepieniu krzyżowo-kolebkowym połączonej z przedsionkiem Anioła wąskim przejściem. W ścianach pierwszej części znajdują się dwa wąskie prostokątne okienka – jedno w ścianie północnej, a drugie w południowej. Drzwi, okna oraz wnęki w prezbiterium wykończone ostrołukowo. Część zamknięta pięciobocznie oraz ściany boczne przedsionka rozczłonkowane arkadami wspartymi na drewnianych kolumnach (w latach 1963–2012 na murowanych lizenach). Dach niski, czterospadowy, zwieńczony latarnią z baniastym hełmem. Zarówno dach, jak i latarnia pokryte gontem, na szczycie latarni krzyż stalowy oraz stalowa chorągiewka z rokiem budowy kaplicy.

## Wyposażenie
Drewniany barokowy ołtarz z grobem Chrystusa mieści się na prawej ścianie prezbiterium w komorze grobowej. W grobie pod mensą umieszczona jest figura Jezusa Chrystusa; wyrzeźbiona z drewna, polichromowana, wielkości zbliżonej do naturalnej (postać ma wysokość 175 cm). Za kratami w ołtarzu znajduje się barokowa rzeźba piety – również drewniana i polichromowana – oraz drewniane barokowe świeczniki z ręcznie robionymi świecami. Według opisu kaplicy autorstwa ks. Walentego Macieja Hoschcka z końca XVIII wieku, nad ołtarzem znajdował się obraz przedstawiający Zmartwychwstanie Pańskie, już wówczas dziurawy i mocno uszkodzony z powodu panującej w kaplicy wilgoci, zastąpiony w późniejszym okresie pracą Leona Kozoka z Krupskiego Młyna.
W przedsionku na ścianie po lewej stronie wejścia wisi obraz św. Medarda, natomiast po prawej stronie – Matki Boskiej Częstochowskiej. Znajdują się w nim również niewielkie obrazki przedstawiające stacje drogi krzyżowej.